# Voss (romance)
Voss é um romance épico escrito por Patrick White, publicado em 1957. Baseia-se na vida de Ludwig Leichhardt, um explorador e naturalista prussiano do século XIX que desapareceu durante uma expedição ao interior deserto australiano.

## Resumo do enredo
O romance centra-se em dois personagens, Voss, um alemão e Laura Trevalyan, uma jovem mulher, orfã, e recém chegada à colónia da Austrália. Inicia-se com o seu encontro inicial na casa de Mr. Bonner, tio de Laura e patrocinador da expedição de Voss.
Johann Ulrich Voss parte para cruzar o continente australiano em 1845. Depois de juntar alguns colonos e dois aborígenes, o seu grupo avança da costa em direcção ao interior, apenas para encontrar adversidades sem fim. Os exploradores atravessam o deserto amaldiçoado pela seca, mas depois terras tão encharcadas de água, que são obrigados a refugiar-se numa caverna durante várias semanas, esperando que a chuva termine. Voss e Laura mantêm uma ligação, apesar da ausência de Voss, e a narrativa intercala vários episódios das suas vidas.
O grupo de viajantes divide-se em dois e quase todos os seus membros acabam por perecer. A história termina cerca de vinte anos mais tarde, numa festa de jardim oferecida por Belle Radclyffe, prima de Laura, no dia da inauguração de uma estátua de Voss, a que assiste o único sobrevivente da viagem expedicionária de Voss, Mr. Judd.
A riqueza do romance está não tanto na descrição dos acontecimentos, mas nas paixões, reflexões e desgraça dos exploradores. O romance centra-se fortemente na personalidade complexa de Voss.

## Simbolismo
O romance utiliza extensivamente simbolismo religioso. Voss é repetidamente comparado a Deus, Cristo e ao Diabo. Tal como Cristo, vai para o deserto, liderando um grupo de homens e acudindo aos doentes. Voss e Laura têm um encontro no jardim antes da sua partida, que pode ser comparado com o Jardim do Paraíso.
Um pano de fundo metafísico proporciona unidade ao romance. Voss e Laura comunicam através de visões. White compara o deserto com a mente humana, uma paisagem deserta em que as pretensões de pureza divina caem violentamente por terra. Em Sydney, a adopção de uma criança órfã por Laura, Mercy, representa o atingir da pureza divina através do sacrifício.
Há referências contínuas a dualidade no grupo de exploradores, com uma parte liderada por Voss e outra por Judd, que acaba por se separar completamente após a morte do padre Mr. Palfreyman, o unificador do grupo. O intelecto e as pretensões divinas de Voss são comparadas desfavoravelmente com a simplicidade e a frontalidade do condenado Judd. Mr. Judd aceitou, implicitamente, o vazio do deserto da mente e, ao fazê-lo, tornou-se "divino".
A espiritualidade dos povos indígenas australianos também aflora algumas secções do livro que se passam no deserto.

## Adaptações a cinema, televisão ou teatro
Voss foi adaptado à ópera por Richard Meale com libreto de David Malouf.  A ópera foi estreada em1986 no Festival das Artes de Adelaide, dirigida por Stuart Challender.